# Windows 3.0
Windows 3.0 je Microsoftov operacijski sistem. Izšel je 22. maja 1990. To je prva uspešna različica in močan konkurent Apple Macintoshu in Commodore Amigi.

## Funkcije
V primerjavi z Windows 2.1x je imel precej izboljšan uporabniški vmesnik in je omogočal boljši izkoristek procesorja in pomnilnika. V posebnem oknu je bilo tudi možno poganjati MS-DOS, kar je omogočalo uporabo starejših programov.
MS-DOS Executive file manager/program launcher sta nadomestila ikonski Program Manager in seznamski File Manager.

## Sistemske zahteve
Uradne Windows 3.0 sistemske zahteve:
- Procesor: 8086/8088 ali boljši
- Pomnilnik: 640 kilobajtov
- Prostor na trdem disku: 6 - 7 megabajtov
- Grafika: CGA/EGA/VGA/Hercules/8514/A in združljiv zaslon

Microsoft Mouse je priporočljiva.